# Symphanodes dianiphus
Symphanodes dianiphus är en spindelart som beskrevs av William Joseph Rainbow 1916. Symphanodes dianiphus ingår i släktet Symphanodes och familjen plattbuksspindlar.
Artens utbredningsområde är Queensland. Inga underarter finns listade i Catalogue of Life.